# Backtrack : Les Revenants
Pour les articles homonymes, voir Backtrack.
Pour plus de détails, voir Fiche technique et Distribution.
Backtrack : Les Revenants (Backtrack) est un film fantastique australien écrit et réalisé par Michael Petroni, sorti en 2015.

## Synopsis
Un psychothérapeute, Peter Bowers, découvre un jour que tous ses patients qu'il pensait réellement traiter et aider sont des fantômes tous morts dans un accident vingt ans auparavant. Hanté par de troublantes visions, il décide de retourner dans sa ville natale pour résoudre le mystère de leur mort.

## Fiche technique
- Titre original : Backtrack
- Titre français : Backtrack : Les Revenants
- Réalisation et scénario : Michael Petroni
- Photographie : Stefan Duscio
- Musique : Dale Cornelius
- Montage : Martin Connor et Luke Doolan
- Production : Antonia Barnard, Jamie Hilton et Michael Petroni
- Société de production : Head Gear Films, Metrol Technology, Screen Australia et See Pictures
- Société de distribution : Saban Films
- Pays d'origine :  Australie
- Langue originale : anglais
- Genre : fantastique
- Durée : 90 minutes
- Dates de sortie :
  - États-Unis : 18 avril 2015 (Festival du film de Tribeca)
  - Royaume-Uni : 29 janvier 2016
  - France : 20 avril 2016 (sorti directement en DVD)

## Distribution
- Adrien Brody (VF : Adrien Antoine) : Peter Bowers
- Sam Neill (VF : Michel Papineschi) : Duncan Stewart
- Bruce Spence (VF : Sylvain Clément) : Felix
- Robin McLeavy : Barbara Henning
- Malcolm Kennard : Barry
- Jenni Baird : Carol Bower
- Anna Lise Phillips : Erica George
- Chloe Bayliss : Elizabeth Valentine
- Emma O'Farrell : Evie Bower
- Matthew Sunderland : Steve
- George Shevtsov : William Bower
- Alexander McGuire (VF : Gabriel Bismuth-Bienaimé) : Barry, jeune

 Source et légende : version française (VF) sur RS Doublage et selon le carton du doublage français sur le DVD zone 2.